# Deux sans barreur

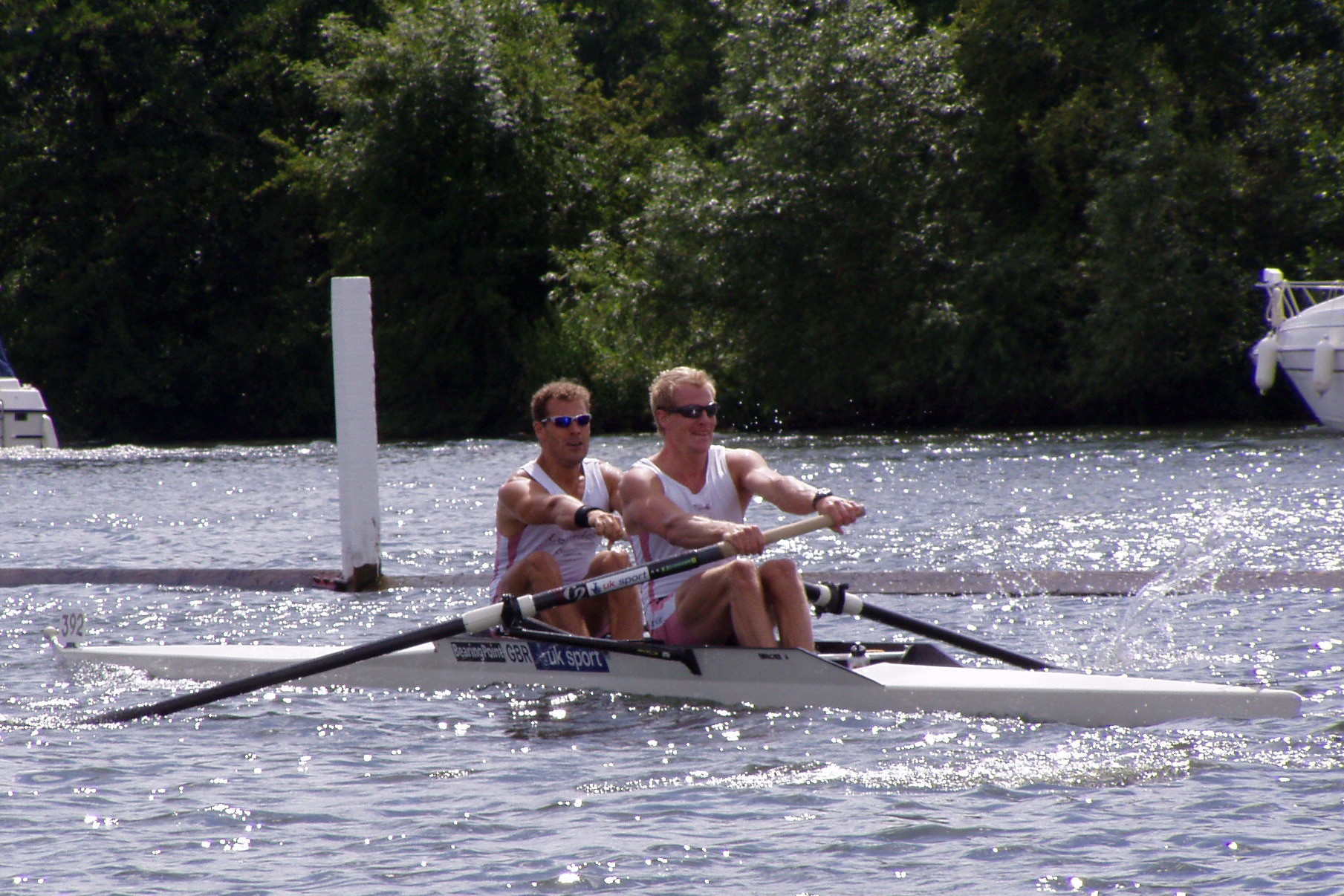
Toby Garbett et Rick Dunn lors de la régate royale de Henley, 2004.

En aviron, le deux sans barreur ou deux de pointe est un bateau à deux rameurs en pointe (c'est-à-dire avec un seul aviron chacun).

## Description
L'équipage se compose d'une paire de rameurs, chacun ayant un aviron ; comme le nom l'indique, il n'y a pas sur un tel bateau de barreur qui tiendrait un gouvernail (la barre) pour maintenir le bateau dans la direction souhaitée. Les deux rameurs doivent coordonner la direction et le bon timing des coups de rame entre eux, ou au moyen d'une installation de direction qui est actionnée au pied par l'un des rameurs. Ils doivent avancer à la même cadence et effectuer en même temps les manœuvres. Le rameur placé à l’arrière du bateau (par rapport au déplacement de celui-ci) est le « chef de nage » (il fixe la cadence des cycles d’aviron) ; celui situé à l’avant est désigné comme « deux » et il est assis derrière le « chef de nage », qu’il a dans son champ de vision,.
Les bateaux sont longs, étroits et semi-circulaires en coupe ; à l'origine en bois, les coques sont au XXIe siècle presque toujours fabriquées dans un matériau composite (généralement du plastique renforcé de fibre de carbone) pour des raisons de résistance et de poids. 
Le deux sans barreur est une des compétitions d'aviron aux Jeux olympiques d'été.

## Sportifs

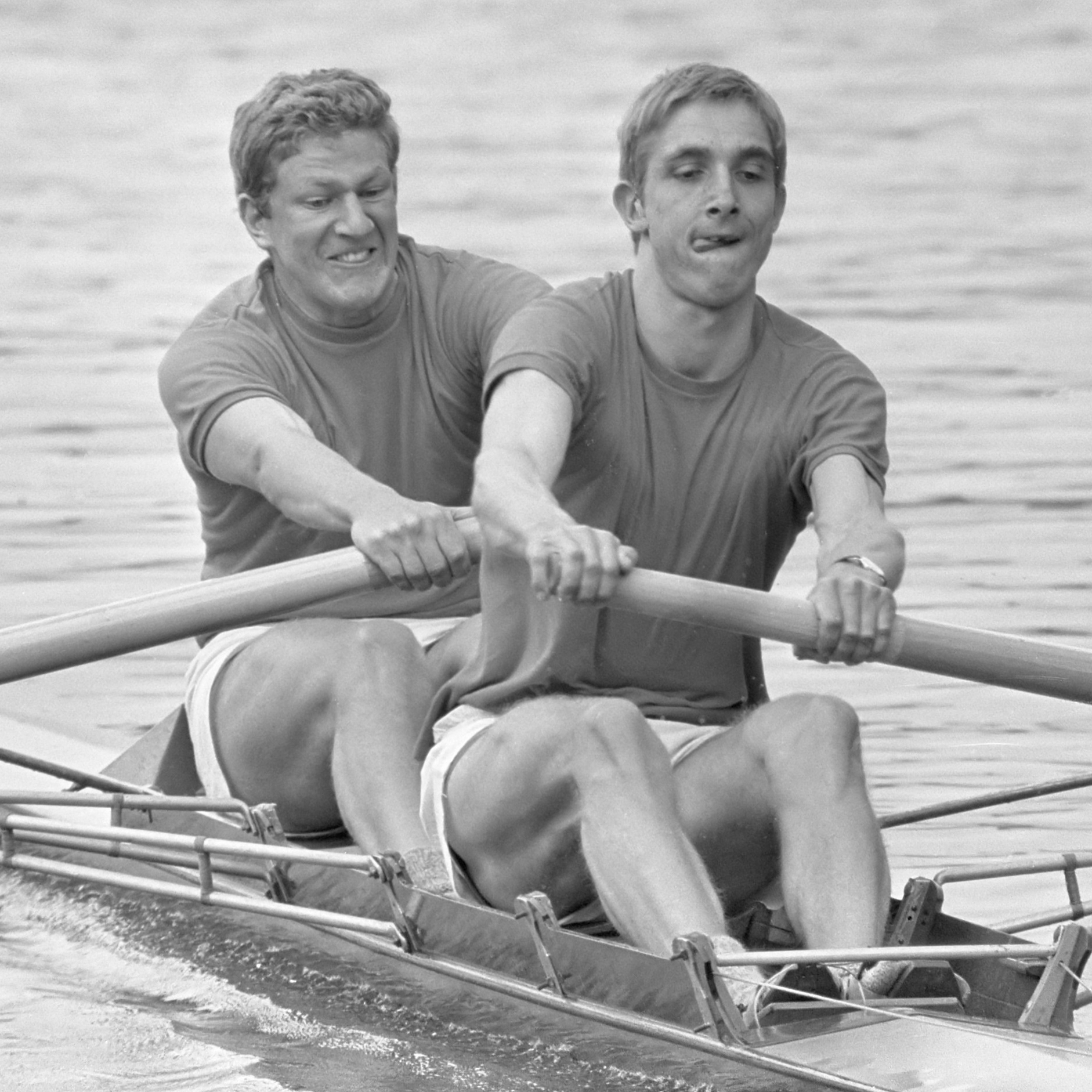
Les rameurs néerlandais Roel Luynenburg (à gauche) et Ruud Stokvis lors d'une course le 30 juin 1968

Parmi les rameurs les plus titrés en deux sans barreur, figurent Matthew Pinsent qui a obtenu deux fois l'or olympique et six titres de champion du monde, ainsi que Steve Redgrave, qui a obtenu trois fois l'or olympique et cinq titres de champion du monde ; les rameurs allemands Bernd Landvoigt et Jörg Landvoigt, frères jumeaux, ont été deux fois champions olympiques et quatre fois champions du monde dans cette catégorie de bateaux, tout comme le duo néo-zélandais formé par Eric Murray et Hamish Bond.
Lors des Jeux olympiques d'été de 2000 à Sydney, c'est en deux sans barreur que Jean-Christophe Rolland et Michel Andrieux apportent à la France la première médaille d'or olympique en aviron depuis les jeux de 1952.

## En littérature
L'écrivain allemand Dirk Kurbjuweit a publié en 2001 un roman Zweier ohne, traduit en français sous le titre Deux sans barreur ; le roman raconte l'amitié de deux jeunes gens, Johann et Ludwig, entre onze ans et dix-huit ans, qui pratiquent l'aviron.